# Parque El Desafío
El Desafío fue un parque de atracciones ubicado en Gaiman, provincia del Chubut, Argentina. Surgió cuando Joaquín Alonso, un jubilado, creó durante diez años juegos para niños con objetos reciclados. El parque figura en el Libro Guinness de los récords de 1998 por ser el lugar con más espacio reciclado del mundo, y en 11 guías de turismo internacionales.

## Historia
Alonso compró en 1980 una casa en la ribera del río Chubut que había sido panadería del pueblo, luego abandonada por once años. Reacondicionó la vivienda trazó senderos delimitados con cañas entrelazadas y creó un laberinto con cuadros pintados por él mismo y frases filosóficas. La idea era crear un parque para sus nietos, cuatro años después abrió el parque para el resto de la comunidad.
Entre los atractivos se encontraban: gran cantidad de botellas demarcando los senderos, flores artificiales, un letrero con la palabra bienvenido escrita en 40 idiomas. También hubo un "jardín surrealista" y un auto Citroën cubierto de latas de gaseosas.
Unas 100.000 personas lo habían visitado hacia 1992. Fue filmado y proyectado en el Canal 4 de Londres para el norte de Europa y Estados Unidos. En enero de 1992 visitó el parque un representante de la Academia Nacional de Arte de Noruega, para documentar su construcción e incluirlo en libros de arte como una «obra realizada reciclando material de desecho». También el parque apareció en la televisión de Estados Unidos, Finlandia, Italia, Suecia, entre otros, y se montaron en Europa exposiciones con fotografías tomadas allí.
Alonso falleció en 2009 a los 90 años de edad. En 2012 fue cerrado y desmantelado, porque el terreno fue vendido y ya no pertenecía a la familia fundacional.